# Siete Iglesias de Trabancos
Siete Iglesias de Trabancos là một đô thị trong tỉnh Valladolid, Castile và León, Tây Ban Nha. Theo điều tra dân số 2004 (INE), đô thị này có dân số là 561 người.